# Arroyo Olivera
Der Arroyo Olivera ist ein Fluss in Uruguay.
Der zum Einzugsgebiet des Río Uruguay zählende Fluss entspringt unweit östlich von La Concordia. Von dort fließt er in nordnordöstliche bis nördliche Richtung, anfangs nahezu parallel zum Arroyo del Medio, und mündet nordnordöstlich von La Concordia und südlich von La Loma als linksseitiger Nebenfluss in den Río San Salvador.